# Histerossonossalpingografia
A histerossonossalpingografia é um procedimento médico realizado para avaliar a saúde do útero e das trompas de falópio de uma mulher. Ele é frequentemente usado para diagnosticar possíveis problemas, como obstruções nas trompas de falópio ou anormalidades uterinas.

## Etimologia
A etimologia da palavra histerossonossalpingografia arraiga em (ὑστέρα : ‘histeria’ : útero) + ‘sono’(fazendo relação aos ultrasonidos) + (σάλπιγξ : ‘salpinx’ : trompa) + (σάλπιγξ : ‘grafós’ : escrever).

## Procedimento
Primeiro, um espéculo é colocado na vagina, o que permite localizar o pescoço. Em seguida, é desinfetado com um anti-séptico (betadina vaginal ou cloherxidina). Uma cânula é introduzida através do orifício cervical na cavidade uterina e o espéculo é removido. Subsequentemente, uma sonda de ultrassom transvaginal é introduzida na vagina. Através da cânula dentro do útero, é injetada uma solução ou gel visível ao ultrassom. Esta solução pode variar, utilizando soro fisiológico estéril, meio salino ou Echovist. Finalmente, a passagem da referida solução ou gel da cavidade uterina para as trompas é visualizada por ultrassom, bem como é verificada a passagem do referido gel ou solução das trompas para a cavidade abdominal. No caso de obstrução tubária, essa passagem de líquido para a cavidade abdominal não podia ser visualizada.

## Indicações
As indicações principais da histerossonossalpingografia são:
1. Determinação de causa de infertilidade.
2. Estudo de mulheres com distúrbios menstruais.
3. Estudo clínico do sangrado do útero.
4. Interrupções involuntárias de gravidez de forma repetida.[3]
5. Estudo de gravidez ectópica.[3]
6. Decisão sobre a técnica de reprodução assistida com maior probabilidade de sucesso.
7. Estudo de mulheres com dor pélvica ou tumores e malformações congênitas.[3][4]
8. Verificação do sucesso de uma laqueadura tubária.

## Fatores detectados pela histerossonossalpingografia
Principalmente, as imagens ultrassonográficas obtidas por uma histerossonossalpingografia podem mostrar anomalias uterinas ou tubárias, tanto do ponto de vista morfológico quanto fisiológico.

## Riscos de uma histerossonossalpingografia
Neste caso, os riscos são menores se compararmos com uma histerossalpingografia. Principalmente, dois se destacam:
1. Risco de infecção (doença inflamatória pélvica)
2. Risco de reacção vagal pela manipulação do pescoço uterino